# Théâtre d'effigie
On appelle théâtre d'effigie tout type de théâtre où le personnage n'est pas directement interprété par un comédien. Il peut s'agir par exemple de marionnette, de masque, de théâtre d'automates ou de théâtre d'objets. 
Dans toutes ces formes théâtrales, il s'agit de représenter le personnage sous un type fixe, c'est-à-dire dont la diversité des attitudes et des expressions apparaît réduite par rapport à celle des acteurs vivants. En contrepartie, l'effigie voit son expressivité renforcée par l'étrangeté même de son aspect, qui associe mobilité (signe de vie) et immobilité (suggérant la mort), ainsi qu'éventuellement par ses qualités plastiques spécifiques. Pour ces raisons, les effigies ont pu servir à la représentation de drames sacrés ou de spectacles religieux (sorties de masques en Afrique noire, Tjalonarang à Bali, Mitouries de Dieppe, etc.), mais elles ont aussi servi à de nombreuses formes théâtrales profanes, souvent comiques (théâtres de marionnettes).
Dans les années 1890-1930, des artistes, des écrivains et des réformateurs du théâtre tels qu'Alfred Jarry, Maurice Maeterlinck, Edward Gordon Craig, Pierre Albert-Birot, Enrico Prampolini, Fortunato Depero, Oskar Schlemmer ont exploré les voies d'un théâtre d'effigies afin de rompre avec la scène réaliste de leur temps, allant pour certains d'entre eux jusqu'à proposer de renoncer ainsi, soit provisoirement, soit définitivement, aux acteurs vivants. Ces projets et ces expériences ont été analysées notamment par Didier Plassard qui a proposé de les rassembler sous l'expression de "théâtre d'effigie". 
Depuis les années 1990, les spectacles faisant intervenir simultanément danseurs, acteurs et marionnettes, le jeu avec les masques, les objets, mais aussi les images projetées sur des masques (par exemple dans les réalisations de Denis Marleau et de Zaven Paré) ont ouvert de nouvelles perspectives à la théâtralité des effigies.